# Carl Ihnen
Carl Ihnen (auch: Karl Ihnen; * vor 1863; † um 1905) war ein deutscher Hof-Uhrmacher.

## Geschichte

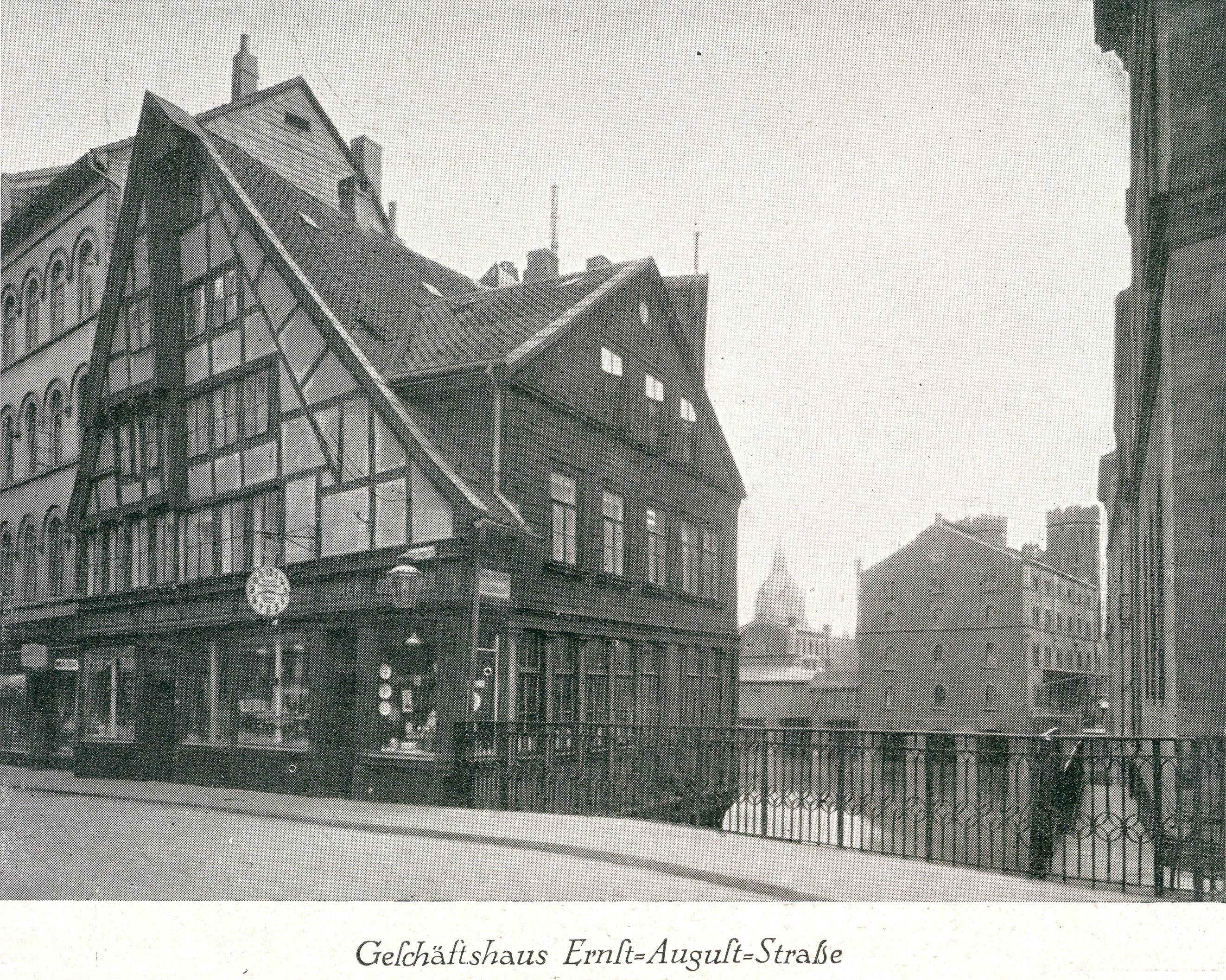
Ihnens Wohn- und Geschäftshaus Ernst-August-Straße 8 auf der Leineinsel Klein-Venedig
(im Hintergrund die Brückmühle)

Ihnen eröffnete 1863 sein Uhrmacher-Geschäft in der Residenzstadt des Königreichs Hannover, in jenem Haus in der Ernst-Auguststrasse in Hannover, in dem er seitdem und für rund vier Jahrzehnte seinen Wohnsitz hatte. Im Haus mit der Hausnummer 8 hatte er laut dem Adressbuch der Stadt sein Geschäft im Parterre, während er das 1. Stockwerk bewohnte.
1874 lieferte Ihnen eine von Franz Frese in den Mittheilungen des Gewerbevereins für Hannover ausführlich beschriebene „französische Uhr mit eigenthümlicher Hemmung und Pendelbewegung“ für die Modellsammlung der Polytechnischen Schule Hannovers.
Nach der Annexion Hannovers durch Preußen, der Auflösung des Zunftzwanges und der Einführung der Gewerbefreiheit konnte sich der „Verein der Uhrmacher Hannover-Linden“ gründen, zu dessen Vorstandsvorsitzenden Carl Ihnen gewählt wurde. Als solcher regte er beispielsweise in einer der ersten Ausgaben der Deutschen Uhrmacher-Zeitung für die – nun preußische – Provinz Hannovers an, während der 1878 zu veranstaltenden Allgemeine Gewerbeausstellung der Provinz Hannover eine Versammlung sämtlicher interessierter Uhrmacher zu organisieren, um einerseits die Geschäftsinteressen der Teilnehmer zu formulieren und andererseits mit einer gleichzeitig organisierten Ausstellung über die neuesten Erfindungen und Verbesserung der Uhrmacher-Werkzeuge zu informieren.
Nach dem Tode Ihnens wurde das Geschäft von „Herrn A. Speckmann“ übernommen und unverändert weitergeführt.